# Ningyuansaurus
Ningyuansaurus là một chi khủng long, được Ji Q. Lü Wei & Wang X. R. mô tả khoa học năm 2012.